# チュムチュム
『チュムチュム』は、日本の男性アイドルグループであるNEWSのメジャー通算18枚目となるシングル。2015年6月24日にジャニーズ・エンタテイメントからリリース。

## 概要
- 前作「KAGUYA」から約5ヶ月振りのリリース。

- 初回盤A・B、通常盤の3形態での発売。

- 全形態には、「日はまた昇る」を共通のカップリングとして収録。

- 初回盤AのDVDには、表題曲のMusic Clip & Makingを収録。

- 初回盤BのCDには、「メガロマニア」のカップリング1曲を収録。

- 通常盤には、「Sweet Martini」と「ささぶね」のカップリング2曲と、オリジナル・カラオケ1曲を収録。

## 表題曲について
- タイトルのチュムチュムとは、インドの言葉でキスの意味。発音が似ている「ツムツム」とは関係ない。

- Aメロの歌詞は反対から読むと日本語の文になる[2]。

## 先着購入特典

### 初回盤A
- ポスターA(B2サイズ)

### 初回盤B
- ポスターB(B2サイズ)

### 通常盤
- ポスターC(B2サイズ)

## 封入特典

### 初回盤A
- 2面4Pジャケット

### 初回盤B
- 12Pブックレット
- NEWS Special Card 4枚

### 通常盤
- 3面6Pジャケット

## チャート成績
発売初週に12.4万枚を売り上げ、2015年7/6付週間シングルランキング1位に初登場した。シングル首位は、デビュー曲「希望～Yell～」から18作連続通算18作目となった。

## 収録曲

### CD

#### 通常盤
1. チュムチュム
作詞：MOZZA、作曲：TAKA3、編曲：CHOKKAKU
2. 日はまた昇る
作詞：einosuke、作曲：take4、瀧口系太、斎藤あかね、編曲：中西亮輔
3. Sweet Martini
作詞：zopp、作曲：REO, SHIKATA、編曲：h-wonder
4. ささぶね
作詞・作曲：take4, Carlos Okabe、編曲：中西亮輔
5. チュムチュム（オリジナル・カラオケ）

#### 初回盤A/B
1. チュムチュム
2. 日はまた昇る
3. メガロマニア
作詞：吉木総司, ワタナベハジメ、作曲：ワタナベハジメ、編曲：鈴木雅也
初回盤Bのみ収録。

### DVD
※初回盤Aのみ
1. 「チュムチュム」Music Clip & Making

## 映像作品
チュムチュム
- NEWS LIVE TOUR 2015 WHITE
- NEWS LIVE TOUR 2016 QUARTETTO
- NEWS LIVE TOUR 2017 NEVERLAND
- NEWS 15th Anniversary LIVE 2018 "Strawberry"
- NEWS DOME TOUR 2018-2019 EPCOTIA -ENCORE-
- NEWS LIVE TOUR 2022 音楽

バタフライ
- NEWS LIVE TOUR 2015 WHITE

日はまた昇る
- BURN（初回盤B「STUDIO LIVE RECORDING」）

Sweet Martini
- NEWS ARENA TOUR 2018 EPCOTIA

メガロマニア
- NEWS ARENA TOUR 2018 EPCOTIA
- NEWS DOME TOUR 2018-2019 EPCOTIA -ENCORE-